# Marta Romeu
Marta Romeu Solaz (* 21. Mai 1992 in Aldaia) ist eine spanische Radrennfahrerin, die auf der Straße aktiv ist.

## Sportlicher Werdegang
Bis 2023 arbeitete Romeu im Stadtrat ihrer Heimatstadt Aldaia und war nur in ihrer Freizeit sportlich aktiv. Gemeinsam mit ihrer Schwester probierte sie sich in verschiedenen Sportarten aus, unter anderem in der Leichtathletik, im Triathlon und im Kanusport. Zum Radsport kam sie 2015, als sie von ihrem Vater ein Mountainbike geschenkt bekam und zunächst Rennen über die Ultra-Distanz bestritt. 2018 nahm sie an den Regionalmeisterschaften auf der Straße teil und wurde Meisterin im Einzelzeitfahren und Vizemeisterin im Straßenrennen. Danach wandte sie sich verstärkt dem Radsport zu.
2020 wurde Romeu Mitglied im bahrainischen Team VIB-Natural Greatness, mit dem sie parallel zu ihrem Beruf erstmals an internationalen Rennen teilnahm. Zur Saison 2022 wechselte sie zum spanischen Team Team Farto-BTC, mit dem sie erstmals auch außerhalb von Spanien Rennen bestritt. Auch wenn sie bis dahin ohne nennenswerte Ergebnisse blieb, erhielt sie zur Saison 2023 einen Vertrag beim Team Laboral Kutxa-Fundación Euskadi, und gab sie ihren Job auf, um sich voll auf den Radsport zu konzentrieren. Bei der Vuelta Ciclista Andalucía Elite Women gewann sie die dritte Etappe und erzielte damit den ersten internationalen Sieg ihrer Karriere, gleichzeitig auch den ersten Sieg für ihr Team bei einem UCI-Rennen überhaupt.

## Erfolge
2023
- eine Etappe Vuelta Ciclista Andalucía Elite Women